# Kleine bleekvlekwespbij
De kleine bleekvlekwespbij (Nomada baccata) is een vliesvleugelig insect uit de familie bijen en hommels (Apidae). De wetenschappelijke naam van de soort is voor het eerst geldig gepubliceerd in 1844 door Smith.